# Аргунов, Василий Корнилович
Василий Корнилович Аргунов (1920—2003) — советский партийный деятель.

## Биография
Родился в 1920 году (по другим данным в 1919 году) в Игидейском наслеге Таттинского улуса.
В 1939 году Аргунов участвовал в войне с Финляндией, демобилизован в 1940 году. Затем принимал участие в Великой Отечественной войне.Ветеран тыла.
По окончании войны работал вторым секретарем Таттинского и Сунтарского обкомов ВЛКСМ, затем был вторым секретарем Якутского областного комитета ВЛКСМ. С 1955 по 1959 год — 1-й секретарь Вилюйского, Таттинского и Булунского райкомов КПСС. Позже — заместитель заведующего отделом пропаганды и агитации областного комитета КПСС, заведующий административным отделом Якутского городского комитета КПСС.
В. К. Аргунов избирался от Чернышевского избирательного округа Вилюйского района депутатом Верховного Совета Якутской АССР V и VII созывов. В 1967—1971 годах являлся Председателем Верховного Совета Якутской АССР VII созыва.
Автор труда «Веление времени: (О развитии общественных начал в профсоюзной работе)».
Умер в 2003 году.

## Заслуги
- Награждён орденом «Знак Почета», двумя медалями «За трудовую доблесть», медалями «За трудовое отличие», «За доблестный труд в Великой Отечественной войне 1941—1945 гг.».
- Заслуженный работник народного хозяйства Якутской АССР.
- Удостоен Почетных грамот Президиума Верховного Совета Якутской АССР.
- Почетный гражданин Вилюйского[4] и Таттинского[5] улусов.